# Arnold Mathew

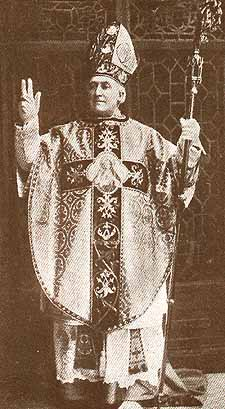
Arnold Mathew.

Arnold Harris Mathew, född den 6 augusti 1852 i Montpellier, död den 21 december 1919 i South Mems, Hertfordshire, var den förste biskopen i den gammalkatolska kyrkan i Storbritannien. Han var präst i romersk-katolska kyrkan i England innan han anslöt sig till den gammalkatolska rörelsen. 
Mathew kallades av Utrechtunionen att etablera en mission i Storbritannien. Han konsekrerades av ärkebiskop Gerardus Gul av Utrecht den 28 april 1908. År 1910 bröt han med Utrecht och bildade en egen kyrka.
Denna splittrades 1916, då den liberalkatolska kyrkan grundades. Mathew försökte då få sitt ämbete godkänt, först av Rom och sedan av Canterbury, men ingendera erkände hans vigning.
Efter Mathews död begravdes han enligt anglikansk rit, som vanlig lekman. Ett stort antal vagantbiskopar gör anspråk på  apostolisk succession genom Mathew.